# Заселе
Засѐле (Засѐлье) е село в Западна България. То се намира в Община Своге, Софийска област.

## География
Село Заселе се намира в планински район.

## История
Първите известни заселници от древността са траките. От този период са останали няколко тракийски могили. Има остатнки от римски път, военно укрепление, крепост, манастир и костна могила.

## Културни и природни забележителности
- Водопад Скакля – втори по височина в България;
- Черквата „Света Петка“[2].

## Редовни събития
Ежегодният събор се провежда последна неделя от месец юни.

## Други

### Туризъм
От 29 април 2007 г. е официално открита „Вазовата екопътека“, свързваща Заселе и гара Бов. Пътеката е с нови огради, мостове, а е добавено и нощно осветление на всеки 5 метра по ръба на скалния венец покрай пътеката. Има беседки и информационни табла.
В селото има много няколко места за настаняване - бунгала, къща за гости. В селото има и места за хапване.